# Ohrenbach
Ohrenbach este o comună aflată în districtul Ansbach, landul Bavaria, Germania.

## Monumente
- Biserica Sfântul Ioan Botezătorul din Reichardsroth⁠(de)[traduceți], monument din secolul al XIII-lea, inițial biserică a spitalului cavalerilor ioaniți